# Torsten Svensson

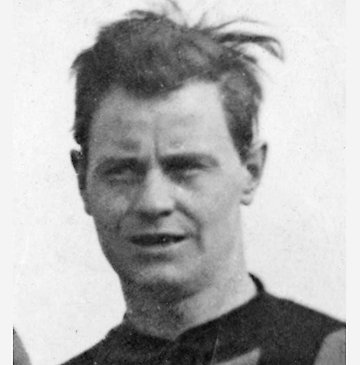
Torsten Svensson (1920er Jahre)

Torsten Svensson, teilweise auch Thorsten Svensson, (* 8. Oktober 1901 in Partille; † 29. Juni 1954 in Jonsered, Gemeinde Partille) war ein schwedischer Fußballspieler.

## Laufbahn
Svensson spielte für GAIS Göteborg. Zwischen 1924 und 1928 lief er für den Klub in 72 Spielen in der Allsvenskan auf und konnte dabei 26 Tore erzielen. 1925 und 1927 wurde er mit dem Klub Erster der Liga, der schwedische Meistertitel wurde seinerzeit jedoch nicht offiziell vergeben.
Svensson debütierte 1924 in der schwedischen Nationalmannschaft. Mit der Landesauswahl nahm er an den Olympischen Spielen 1924 teil und gewann die Bronzemedaille. Insgesamt lief er sechsmal im Jersey der schwedischen Landesauswahl auf und konnte zwei Tore erzielen.